# Neochen
Neochen este un gen de păsări din familia Anatidae. Genul conține o singură specie vie: Neochen jubata.

## Specii fosile
- †Neochen barbadiana
- †Neochen debilis
- †Neochen pugil